# Reserva de fauna Pilanesberg
La reserva de fauna Pilanesberg se encuentra al norte de Rustenburg, en la provincia del Noroeste de Sudáfrica. El parque limita con el complejo de entretenimiento Sun City. Actualmente, el parque está administrado por la Junta de Parques y Turismo del Noroeste.
El área está rodeada por tres crestas concéntricas o anillos de colinas, que se elevan por sobre las llanuras circundantes. Pilanesberg lleva el nombre de un jefe Tswana, Pilane. El "Complejo de anillos alcalinos Pilanesberg" es la característica geológica principal del parque. Esta gran característica geológica circular es antigua, incluso para estándares geológicos, ya que es el cráter de un volcán extinto hace mucho tiempo y el resultado de erupciones ocurridas hace unos 1.200 millones de años. Es uno de los complejos volcánicos más grandes de su tipo en el mundo, los tipos y formaciones de rocas raras lo convierten en un elemento geológico único. En el parque se encuentran una cantidad de minerales raros.
Dispersos en todo el parque hay varios sitios que indican actividad humana en esta zona que se remonta a la Edad de Hierro y la Edad de Piedra.

## Flora y fauna

### Flora
El sitio donde se emplaza la reserva se encuentra en la zona de transición entre el Kalahari y el Lowveld, y ambos tipos de vegetación se encuentran aquí. Debido a que el parque se encuentra en una zona de transición, hay cierto solapamiento entre las especies de mamíferos, aves y vegetación que lo habitan. En la actualidad la Reserva de fauna Pilanesberg aloja ejemplares de todos los grandes mamíferos del sur de África.
Distintas comunidades de vegetales pueblan el parque. Las amplias comunidades de vegetación presentes en el Parque son:
- Sabana de las colinas orientadas hacia el norte. Estas laderas reciben más luz solar y por lo tanto, son más secas que las laderas orientadas hacia el sur. El árbol dominante es el bamba.
- Sabana de las colinas orientadas hacia el sur. Esta área se caracteriza por la acacia caffra, el haya, la pera silvestre y la espina de búfalo. La ausencia de elefantes en la zona por más de 140 años permitió que el árbol col de montaña se extendiera por Pilanesberg. Estos árboles y áloes son buscados por los elefantes y ahora solo se encuentran en las colinas más altas.
- Sabana del piedemonte. Los piedemontes poseen una capa subterránea de ferricrete, una acumulación de placas duras de óxidos de hierro. Ello previene el crecimiento de árboles y mantiene despejada la pradera.
- Sabana del valle. En esta sabana predominan las siguientes especies de árboles: aromo de Sudáfrica, acacia de copa plana, karree, cerato, tamboti y espina de búfalo.
- Matorrales del  valle. Matorrales de aromo de Sudáfrica y Acacia mellifera pueblan los suelos de los valles.
- Matorrales de afloramientos rocosos. Los afloramientos de sienita roja por efecto de la erosión han dado lugar a campos de rocas de color marrón rojizo entre las cuales se desarrollan matorrales de croton de lavanda, higuera de hojas grandes y árbol del globo rojo.

### Mamíferos
El parque aloja una rica variedad de fauna del sur de África, incluidos los Cinco Grandes, los cinco animales de caza mayor más peligrosos de África. La mayoría de las especies animales del sur de África viven hoy en la Reserva de Pilanesburg, incluyendo leones, elefantes, rinocerontes negros, rinocerontes blancos, búfalos cafre, leopardos, guepardos, cebras de Burchell, jirafas, hipopótamos y cocodrilos. El perro salvaje del Cabo (Lycaon pictus pictus) había sido extirpado del parque, pero recientemente se han tomado acciones para reintroducirlo, con resultado incierto. Se contabilizaron más de 360 especies de aves. Pilanesberg no se encuentra en un sitio en el que naturalmente habitarían los Cinco Grandes, sin embargo, estas especies se han aclimatado a vivir en los 550 kilómetros cuadrados de matorrales que conforman la reserva de Pilanesberg.

## Galería

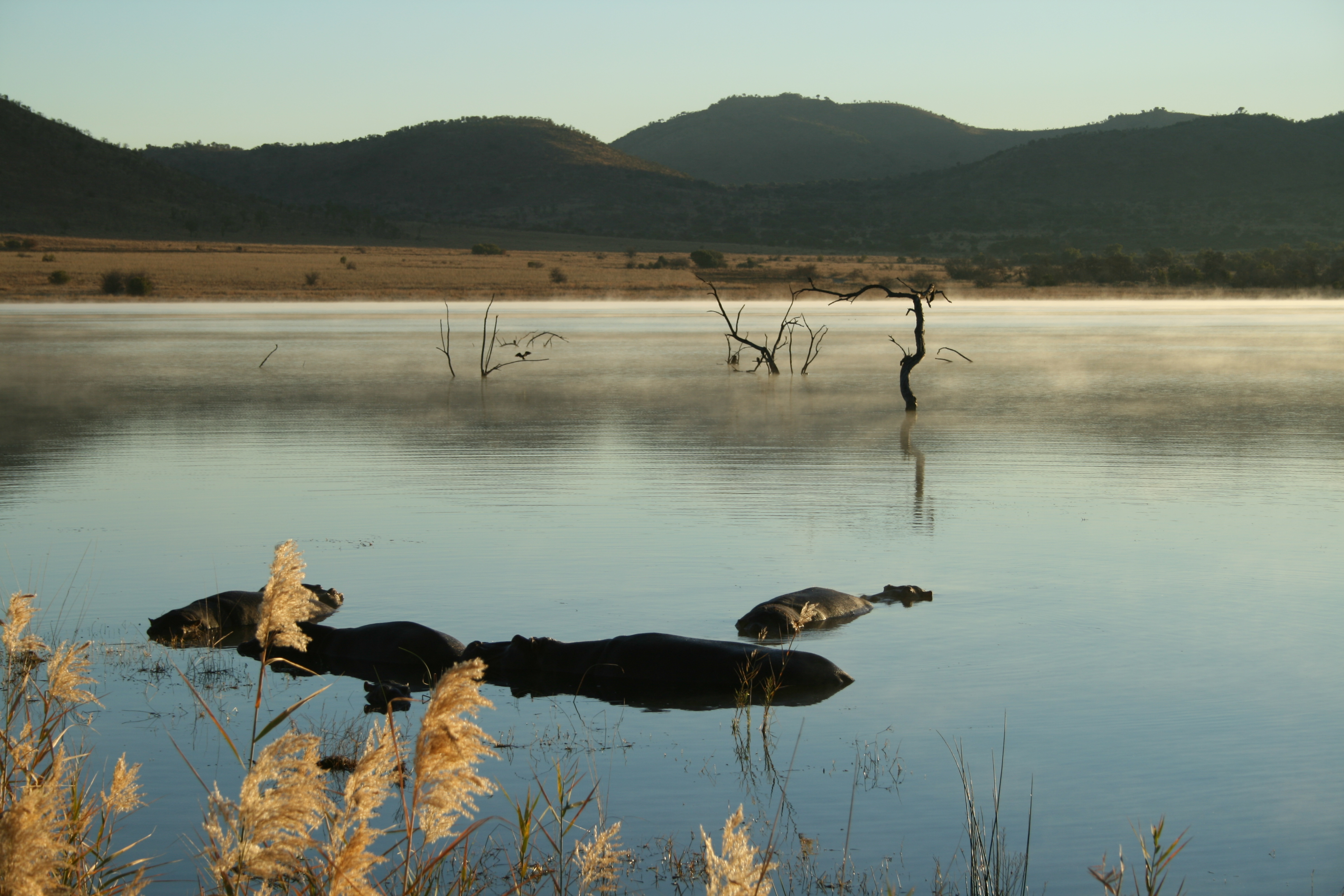
Un hipopótamo en la reserva.
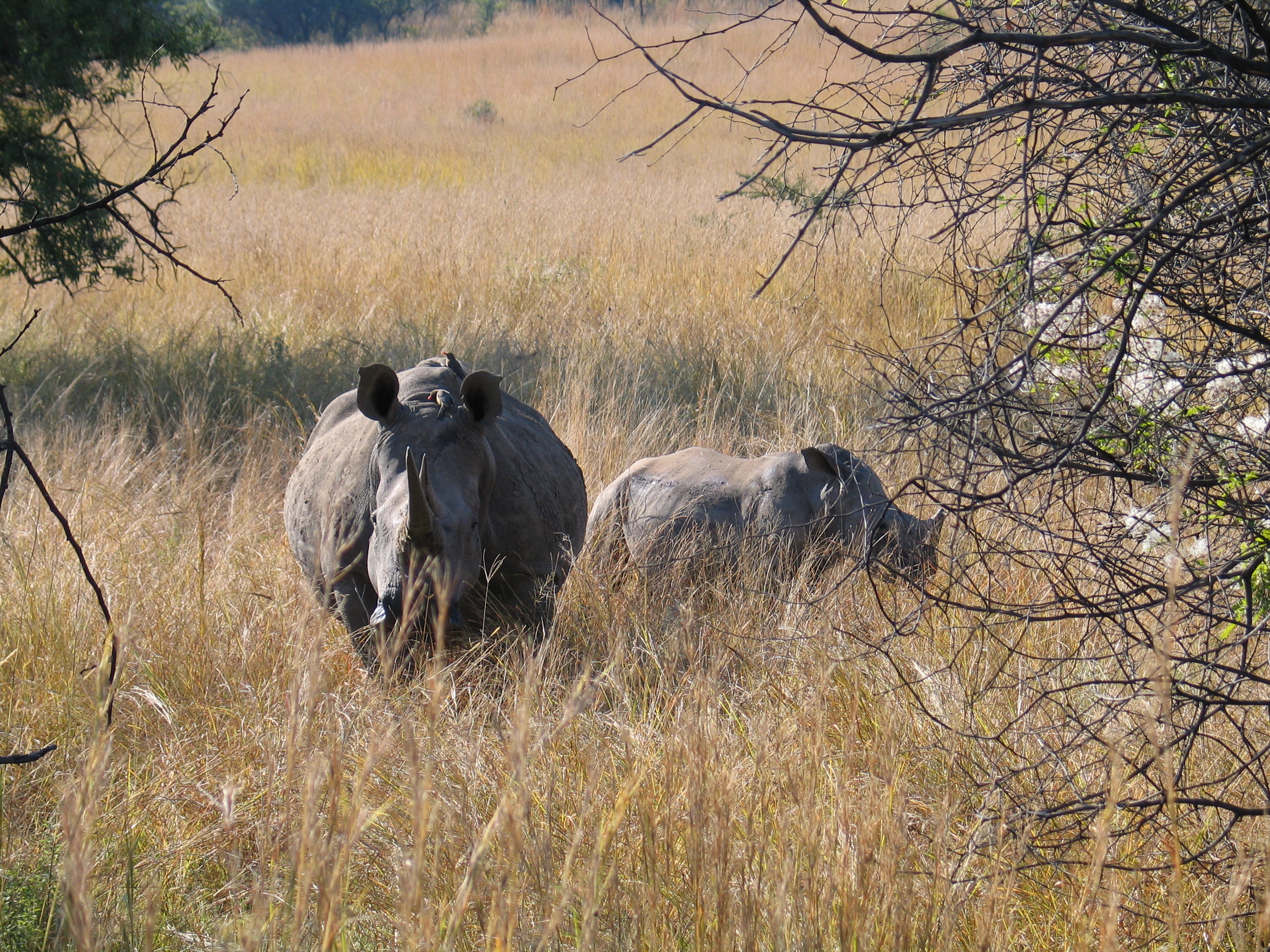
Dos rinocerontes.
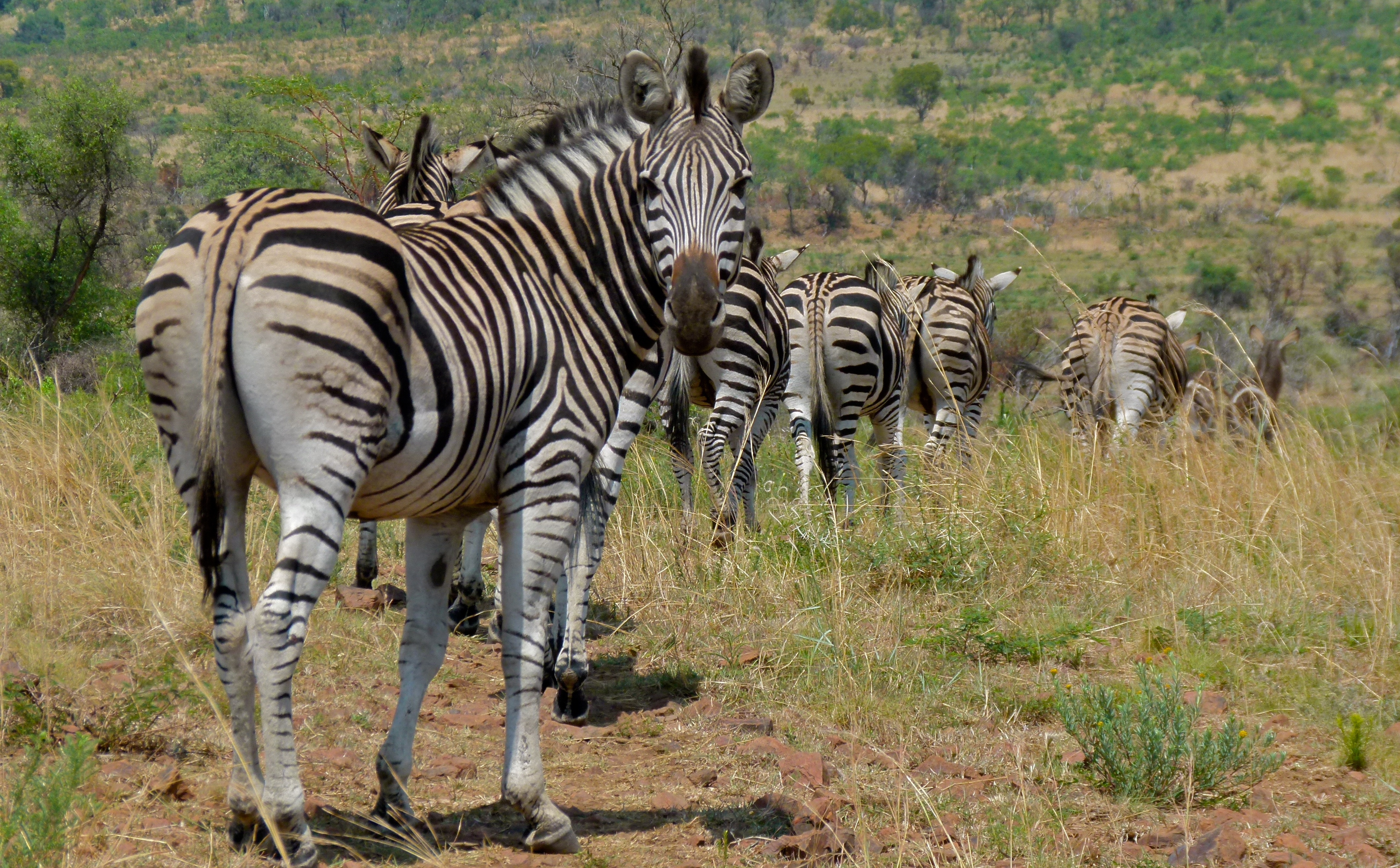
Cebra de Burchell.
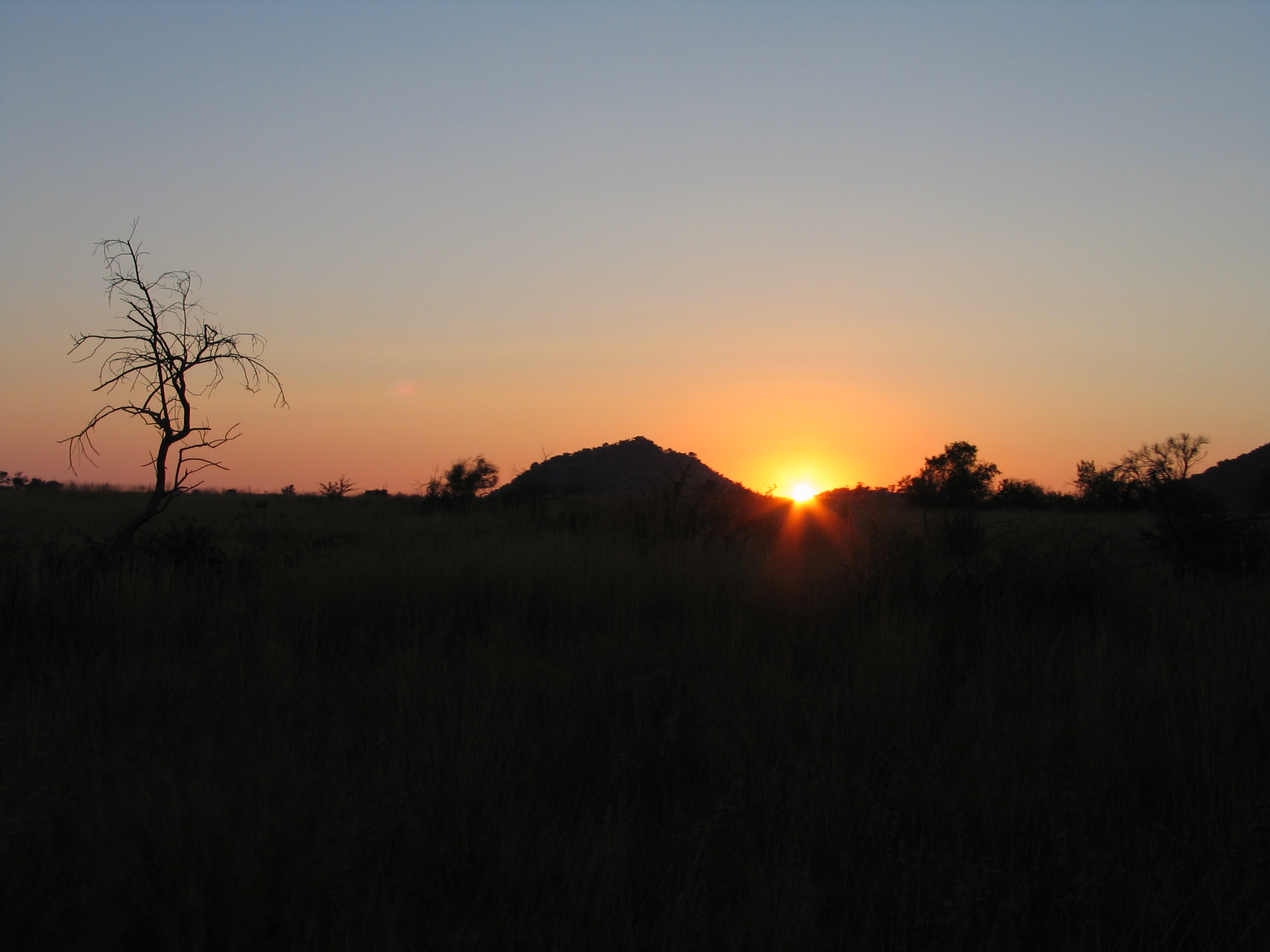
Puesta de sol en Pilanesberg.
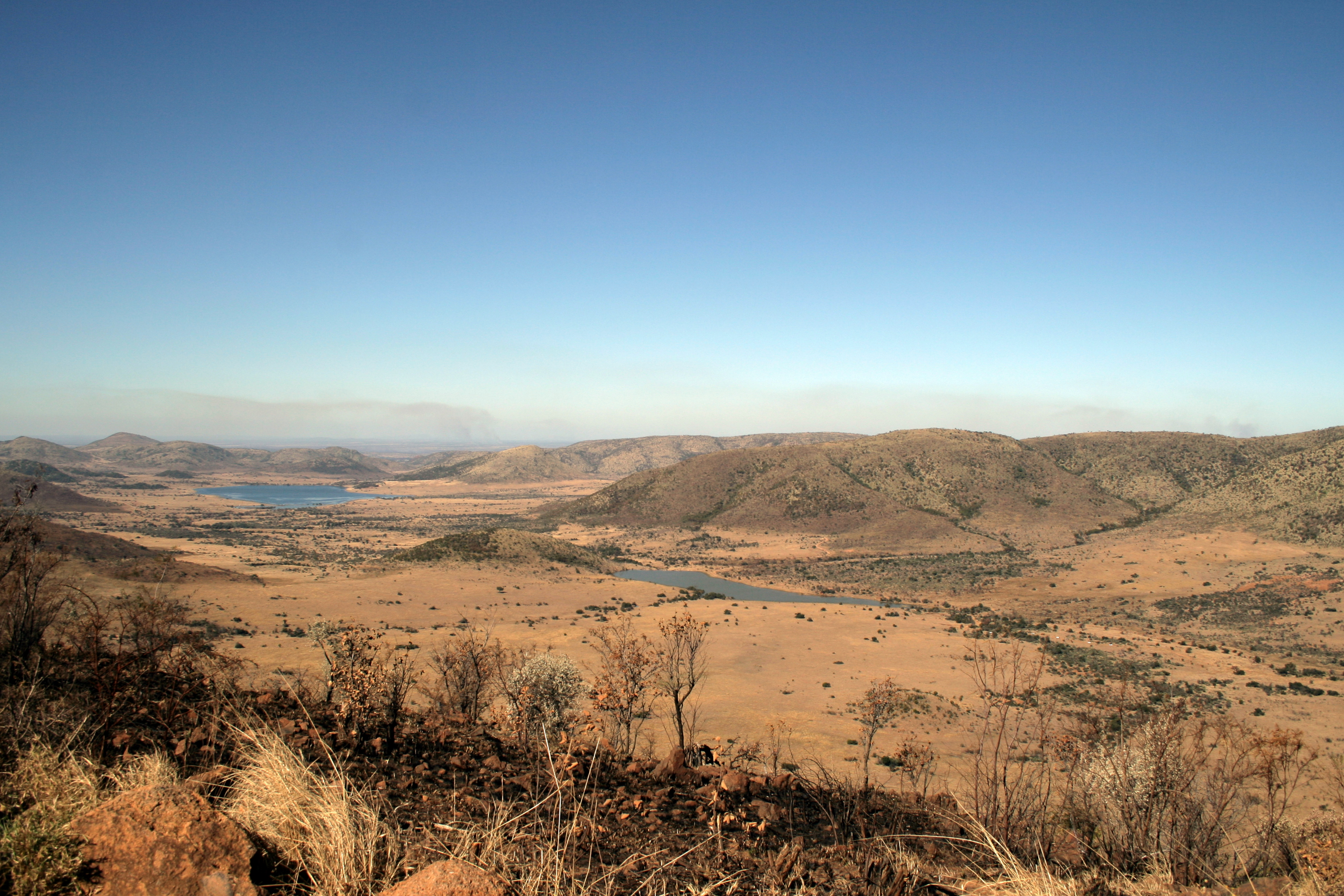
Paisaje de Pilanesberg.